# Wasilij Dołgorukow (1803–1868)
Wasilij Andriejewicz Dołgorukow (ros. Василий Андреевич Долгоруков, ur. 7 marca 12 lutego?/24 lutego 1803 w Moskwie, zm. 5 stycznia?/17 stycznia 1868 w Petersburgu) – rosyjski generał kawalerii, szef III Oddziału Kancelarii Osobistej Jego Cesarskiej Mości i Korpusu Żandarmów 1856–1866, minister wojny 1852–1856, książę.